# みちのくプロレス
みちのくプロレスは、東北地方を中心に活動しているプロレス団体。

## 概要
ザ・グレート・サスケが地域密着型プロレス団体として設立。日本では初のローカル団体であるが、これは「地方の小規模会場であれば会場使用料が安い」、「地方では娯楽が少ない為潜在的な客層がある」という経営戦略の一部でもある。試合の宣伝、試合会場の設営と撤収、グッズ販売は所属選手とスタッフが自ら行う「手作りプロレス」をコンセプトとし支出を抑えている。
初期の事務所と道場はサスケの実家にあった納屋を利用するなどして徹底した支出抑制策をとった結果、1回の興行の集客が200人から300人規模でも利益を上げる事に成功している。サスケの個人的信条として職務中もマスクをつけているが他の企業（プロレス団体を含む）を訪問したり、経理で金融機関を訪れる際もスーツにマスクといった姿であるため、副次的要因として旗揚げ初期には宣伝効果が高まった。日本全国を問わずマスコミの取材には積極的に応じて宣伝、広報活動の一環としている。
メキシコのルチャリブレを持ち味とするため、次の2点で日本の他の（一般的な）プロレス団体と異なる。
1. リング周囲に衝撃吸収用のマットが敷かれていない。そのため、場外で投げ技を食らうとダメージが大きくなる[注 1]。
2. タッグマッチで権利を持つ選手が場外に出た場合、控えの選手はタッチしなくても権利を得てリングに入って試合に加わることができる（タッチしたものとみなされる）。スタイルの都合上、権利を持つ選手が飛び技を使って場外に出てしまうことが多いため、試合が膠着状態になることを防ぐと共に試合展開をスピーディーにするためである。また、そのルールに即した形で控え選手は待機中にタッチロープを持っていない。

## 歴史

### 旗揚げまでの経緯
1992年10月1日、ユニバーサル・プロレスリングを退団したザ・グレート・サスケが東北でのプロレス振興を目的に岩手に設立。サスケがユニバーサルを退団した背景にはギャラが支払われなかったという事情があり、代表の新間寿恒には「ユニバーサルの東北支部として地方大会のプロモートを目的としたい」と話していたが実質的には採算を見込んだ動きであった（サスケはユニバーサル所属選手一人一人に個人的に声を掛けて上記の経営プランを明かした上で勧誘していた）。11月27日、岩手産業文化センターでプレ旗揚げ戦を開催。

### 旗揚げ
1993年3月16日、矢巾町民総合体育館で旗揚げ戦を開催。6月、複数のユニバーサル所属選手が、みちのくプロレスに移籍。
1994年2月4日、初の後楽園ホール大会を開催して超満員札止めを記録。しかし、当日の早朝に主催者であるバトル・クリップの代表が売上金と共に連絡がつかないことが発覚。オープニングの挨拶でサスケはネタのように話していた。このニュースは『週刊プロレス』600号の表紙を飾った。4月16日、新日本プロレス主催で開催された「SUPER J-CUP」に出場したサスケが準優勝。6月13日、新日本プロレスで開催された「BEST OF THE SUPER Jr.」に出場したスペル・デルフィンが準優勝。
その後も所属選手が新日本プロレスに参戦して活躍したことでローカル団体ながら一気に全国区の人気プロレス団体になる。新日本プロレスの一部所属選手からは反感を買ったが上層部からの評価は良く、テレビ朝日の番組『ワールドプロレスリング』の解説を務めていたマサ斎藤は「みちのくプロレスのルーチャ（ルチャリブレ）ですか。こんな素晴らしくて楽しいものとは思わなかったですね。みちのくプロレスの選手の若いエネルギーを感じた」とコメント。
新日本プロレスでの活躍により、所属選手は他団体からひっぱりだこの状態になったり正規軍、ルード軍「デルフィン軍団」、ルード軍「海援隊☆DX」による抗争などで集客が伸びてビッグマッチや東北以外の試合会場はどこも常に超満員になった。

### 所属選手の大量離脱
1997年3月、獅龍が退団。10月、TAKAみちのくがWWFと契約。
1998年1月16日、サスケの右膝負傷による長期欠場で活動休止に追い込まれる。1月17日、デルフィンら選手組合が記者会見を行って活動続行することを発表。3月、ディック東郷、MEN'Sテイオー、船木勝一がWWFと契約。9月23日、あることがきっかけでサスケとデルフィンに亀裂が生じる。10月8日、サスケはリングネームをSASUKEに改名と同時にルード軍「SASUKE組」を結成。12月、中島半蔵が退団。
1999年1月17日、デルフィン、愚乱・浪花、星川尚浩、薬師寺正人、瀬野優、レフェリーの松井幸則が記者会見を行って退団することを発表。1月18日、浪花がデルフィンらと別れて団体預かりとして再入団。2月、SASUKEがリングネームをザ・グレート・サスケに戻した。3月、フリーの選手を中心とした興行形態に切り替える。
2004年7月、元闘龍門X所属選手を中心とした興行形態に切り替える。

### 岩手から宮城へ移転
2005年7月4日、本社を岩手から宮城に移した。
2006年4月16日、大阪プロレスに参戦した新崎人生がデルフィンとのシングルマッチでレフェリーのタナベによる理不尽なジャッジで負けたことがきっかけで大阪プロレスとの抗争が始まる。6月10日、東北ジュニアヘビー級王者のデルフィン対挑戦者の気仙沼二郎によるタイトルマッチが行われてデルフィンの反則行為、レフェリーのタナベによる高速カウントでデルフィンが勝利すると観客が激怒してリングに物が投げ込まれた。9月3日、大阪プロレスとの抗争に無関心だったサスケがデルフィンに挑発されて激怒する。10月8日、東北ジュニアヘビー級王者のデルフィン対挑戦者のサスケによるタイトルマッチが行われて、波乱がありながらもサスケが勝利して確執のなかサスケとデルフィンは握手を交わした。
2008年6月19日から7月21日、旗揚げ15周年記念ツアー「15周年ノスタルジックツアー」を開催。

### 宮城から岩手へ再移転
2009年8月31日、本社を宮城から岩手に移した。
2011年3月11日、東北地方太平洋沖地震（東日本大震災）並びに福島第一原子力発電所での福島第一原子力発電所事故の影響で所属選手とスタッフが避難所での生活を余儀なくされる（避難所での生活中、所属選手とスタッフは被災地で慰問試合と炊き出しを通じて被災者との交流を行っていた）。また、3月に毎年恒例の九州シリーズは東日本大震災の直後ということもあり、中止も検討したが東北の支援をするために例年通りに開催することを決めた（東北での興行は試合会場の被災等により、いくつか中止された）。なお、バスとトラックは九州まで山形越えのルートで行った（東北自動車道などが崩壊していたためである）。
2025年、親会社「株式会社陸奥」よりみちのくプロレスの全株式を取得し、新法人「株式会社ミチプロ」を設立。代表者は新崎人生。コミッショナーはフジタJr.ハヤト。また一部の試合をWRESTLE UNIVERSEでの配信開始。

## 主な興行
出稼ぎシリーズ
積雪により、東北で興行を開催するのが困難であるため、冬期間中は東京、愛知、徳島（新崎人生の出身地）、九州で開催している。過去に大阪（スペル・デルフィンの出身地）でも開催していた。
みちのくふたり旅
1993年から開催しているタッグマッチのトーナメント戦。優勝チームは東北タッグ王座の挑戦権が与えられる。東北タッグ王者が決勝進出した場合は東北タッグ選手権試合になる場合もある。
ふく面ワールドリーグ戦
1995年から4年に1回（4で割って3で余る年）開催している覆面レスラーによるシングルマッチのリーグ戦。第4回以降は「ふく面ワールドリーグ戦〜決勝トーナメント〜」としてシングルマッチのトーナメント戦になっている。
鉄人
読み方は「てつんちゅ」。2002年から開催しているシングルマッチのリーグ戦。優勝者は東北ジュニアヘビー級王座の挑戦権が与えられる。
宇宙大戦争
2006年12月17日から繰り広げられているザ・グレート・サスケ対バラモン兄弟（バラモン・シュウとバラモン・ケイ）との抗争。「何でもあり」のルールで行われている。
OOGAMANIA
読み方は「オーガマニア」。2007年8月12日から野橋太郎のプロデュースによる地域活性化を目的に大釜幼稚園体育館で開催している若手選手による興行。地域企業がスポンサーについてるため入場料は無料。「OOGAMANIA番外編」の入場料は有料。
道場プロレス
2011年7月24日から大釜幼稚園体育館で開催している若手選手による興行。2020年5月23日からは、みちのくプロレス道場で開催している。入場料は500円。特別ゲストが参戦する「道場プロレススペシャル」と「道場プロレススーパースペシャル」の入場料は1000円。
ローカル線プロレス
2015年7月4日から山形鉄道フラワー長井線で開催している興行。駅前特設会場で試合、臨時列車に各駅から選手が乗り込んで電車内で「車両や備品を壊さない」、「乗客にけがをさせない」、「列車を止めない」というルールでロイヤルランブルマッチが行われている。

## タイトルホルダー
| タイトル                 | 保持者              | 歴代   |
| ------------------------ | ------------------- | ------ |
| 東北ジュニアヘビー級王座 | エル・パンテーラJr. | 第29代 |
| 東北タッグ王座           | ラッセ 山谷林檎🍎   | 第35代 |

## 所属選手、主要参戦選手

### 正規軍
- ザ・グレート・サスケ
- ディック東郷
- 新崎人生
- GAINA
- のはしたろう
- ラッセ
- ヤッペーマン1号
- ヤッペーマン2号
- 日向寺塁
- 山谷林檎🍎

- フジタ"Jr"ハヤト（欠場中）
- 卍丸
- Ken45゜
- 南部キング
- エル・パンテーラJr.
- ARASHI
- 義経
- 剣舞
- 東北新幹線はやぶさ
- 山形新幹線つばさ
- 西川潤

### 大瀬良軍
- 大瀬良泰貴
- 郡司歩

- サングレ・アステカJr

### バラモン兄弟
- バラモン・シュウ
- バラモン・ケイ

## スタッフ

### レフェリー
- デューク佐渡（マッドスポーツ）
- チョリソ（フリー）

### リングアナウンサー
- パンチ田原（リングスタッフ）（レフェリー兼任）
- ムーチャス入江（フリー）（東京大会限定参戦）

### トレーナー
- 瀧澤義則
- 清水義康

## 歴代タイトル
- P☆MIXタッグ王座
- PWLL無差別級王座
- スーパーウェルター級王座
- UWA&UWFインターコンチネンタルタッグ王座
- 英連邦ジュニアヘビー級王座

## 歴代所属選手
- 山田秀樹
- 斎藤誠（現：K-ness. ）
- 菅本嘉人（現：Gamma）
- 獅龍（現：カズ・ハヤシ）
- TAKAみちのく
- MEN'Sテイオー（旧：テリー・ボーイ）
- 船木勝一（現：FUNAKI）
- スペル・デルフィン
- 星川尚浩
- 薬師寺正人（旧：ザ・モンキーマジック（初代））
- 瀬野優（現：大王QUALLT）
- 藤田ミノル（旧：藤田穣）
- 中島半蔵（旧：レオパルド・ネグロ、中島一学、現：HANZO）
- 愚乱・浪花（旧：木村吉公）
- グラン浜田
- タイガーマスク（4代目）
- 景虎（現：Kagetora）
- 義経（旧：MICHINOKUレンジャー金、遮那王、現：SUGI）
- 北海珍念
- 井上治
- 剣舞
- GAINA（旧：湯浅和也）
- 岡部和久
- 愛澤No.1（旧：相澤孝之）
- 第八代ダイナマイト東北（現：清水義泰）
- 拳王
- カツオ
- 大柳錦也
- 気仙沼二郎（旧：ヨネ原人、ケッセン・ヌーマ・ジローラモ、気仙・沼ジローラモ）
- 南野タケシ（旧：南野たけし、南野武、HAPPY-MAN）
- 拳剛
- 川村興史（現：KUUKAI）
- MUSASHI（旧：佐々木大地）

## 歴代レギュラー参戦選手
- 岡本衛（現：岡本魂）
- 折原昌夫（旧：サスケ・ザ・グレート）
- 小野武志（旧：マスクド・タイガー）
- 守部宣孝
- 日高郁人
- マッチョ☆パンプ（現：ミステル・カカオ）
- つぼ原人（現：小坪弘良）
- はやて（旧：西田秀樹、西田ヒデキ）
- こまち
- やまびこ
- 119・井上隊員（旧：ムルシエラゴ、フラッシュ・ムーン、現：シャドーフェニックス）
- 119・小暮隊員（旧：ランボ三浦、ダイナマイト東北）
- 110・片上隊員（現：めんたい☆キッド）
- ガルーダ
- ベアー福田（旧：マンゴー福田）
- 清水基嗣
- 松山勘十郎
- 佐藤悠己（現：AMAKUSA）
- 阿蘇山
- 男盛（アレクサンダー大塚）
- イーグルスマスク（現：タイガースマスク）
- ウルティモ・ドラゴン
- 農業ボーイ雷斗（現：房総ボーイ雷斗）

## 歴代スタッフ
- ウォーリー山口（レフェリー）
- 松井幸則（レフェリー）
- テッド・タナベ（レフェリー）
- 篠塚誠一郎（リングアナウンサー）

## 試合中継
放送中の番組
- みちのくプロレス（FIGHTING TV サムライ、サムライ2）

終了した番組
- プロレスKING（GAORA）
- みちのくルチャTV（GAORA）

## 関連番組
終了した番組
- やっぺし!みちプロ（IBC）

単発ドキュメンタリー番組
- 日本のチカラ（テレビ朝日、IBC制作、2020年5月30日、第217回） - のはしたろうを中心に、みちのくプロレスの活動を紹介している[4]。

## 映像、音楽作品

### VHS
- マッハランド・スーパーバトル 激突 サスケvsデルフィン（1993年）
- みちのくルチャ天国（1993年）
- みちのくプロレスはいかがでしょう（1994年）
- サスケvs人生の軌跡 人生の出生から八十八番礼所まで。（1994年）
- デルフィンvsSATOの軌跡 怨闘!!命賭けます。（1994年）
- 新崎人生掟破り（1994年）
- 再会（1994年）
- デルフィン様のお通りだい!!（1994年）
- 永遠の炎 大仁田厚vsザ・グレート・サスケ（1994年）
- サスケ見参! 炎の三番勝負（1995年）
- 新崎人生の旅立ち編（1995年）
- ルチャ・マニア御用達 デルフィンのチャンピオンロード（1995年）
- ゆきゆきて人間バズーカ 高野拳磁&サスケ・荒野の二丁拳銃（1995年）
- 覆面ワールドリーグ戦 上巻（1995年）
- 覆面ワールドリーグ戦 下巻（1995年）
- ヨネ原人出没（1995年）
- みちのくプロレスはいかがでしょう2（1996年）
- ルチャ天国危機一髪!（1996年）
- ルチャ天国をゆく ザ・グレート・サスケ（1996年）
- 粗品 竹脇（1996年）
- 空中戦大研究 みちプロ立体殺法300連発!!（1996年）
- みちプロ世界を行く イギリス編（1997年）
- 世界選手権シリーズ〜栄光の輝き〜（1997年）
- サスケからダイオキシン〜みちのくプロレス1997.10.10両国国技館〜（1997年）
- デルフィン大復活〜デッドラインからの逆襲〜（1998年）
- 真実の言霊〜ドキュメント・ザ・みちプロ崩壊危機〜（1998年）
- 海援隊DXスペシャル ルチャの国から'96傷心（1998年）
- みちのくプロレスはいかがでしょう3（1999年）
- LOVEみちのくベストバージョン 黒史無双初見参!! 白史復活!（2001年）
- みちのくプロレス10周年記念ビデオ ザ・グレート・サスケ編（2003年）
- 踊る大本会議戦 THE LIVE 安比高原を封鎖せよ!（2003年）

### DVD
- LOVEみちのくベストバージョン 黒史無双初見参!! 白史復活!（2002年）
- ふく面ワールドリーグ戦 ベストセレクションDVD（2007年）
- 第4回ふく面ワールドリーグ戦〜決勝トーナメント〜（2007年）
- ふく面ワールドリーグ戦 ベストセレクション（2007年）
- みちのくプロレス ノスタルジックDVD3枚組（2008年）

みちのくプロレス ノスタルジック1
みちのくプロレス ノスタルジック2
みちのくプロレス ノスタルジック3
- みちのくプロレス15周年記念 ノスタルジックツアー（2008年）
- ザ・グレート・サスケ デビュー20周年突入記念（2009年）
- 陸奥魂 ディック東郷みちのくラストマッチ（2011年）
- 東北魂 東日本大震災復興チャリティー大会（2011年）
- 陸奥伝説! ハヤト対拳王 頂上決戦（2012年）
- 運命〜後楽園激震〜（2012年）
- 第5回ふく面ワールドリーグ戦〜決勝トーナメント〜（2012年）
- ふく面ワールドリーグ戦 スーパーセレクション（2012年）
- みちのくプロレス ノスタルジック4（2013年）
- 新崎人生20周年記念大会 徳島編&仙台編（2013年）
- 陸奥二十年激情 みちのくプロレス20周年記念 in 盛岡（2014年）
- 第6回ふく面ワールドリーグ戦〜決勝トーナメント〜（2016年）
- 第7回ふく面ワールドリーグ戦〜決勝トーナメント〜（2025年）

### CD
- みちのくプロレス（1993年）
- みちのくプロレス大全集（1997年）
- みちのくWalker（2003年）
- みちのくプロレス旗揚げ25周年記念アルバム（2018年）